# Щ
Щ, щ е буква от кирилицата, представяща съчетанието от звукове [ʃt] в българския език, [ɕɕ] или [ɕtɕ] в руския и [ʃt͡ʃ] в украинския. Буквата представлява лигатура между Ш и Т, наподобяваща глаголическата буква .
В старите ръкописни книги камшичето на буквата Щ обикновено се изобразява като продължение на средното ченгелче (). В руския граждански шрифт е установена сегашната форма, при която камшичето на буквата Щ е като това на друга кирилска буква — Ц. Именно камшичето на буквата Щ я разграничава от близката по форма Ш, поради което то се разглежда като диакритичен знак, с чиято помощ са създадени някои кирилски букви в СССР за нуждите на различни народи: Җ, Қ, Ң, Ҷ, Ӌ, Ҳ, Ҭ, Ӷ, Ԥ.
Според обтекаемата система за транслитерация на българския език буквата Щ се предава с латиница като <sht>. За транслитериране на руския вариант на буквата се използва условното <šč> или <shch>. Полското съчетание от букви <szcz> отговаря на руското щ (щека = szczęka), въпреки че по звукова стойност полското <śś> отразява по-точно съвременното руско произношение на звука.